# Zone de protection marine du chenal Laurentien
La zone de protection marine du chenal Laurentien (anglais : Laurentian Channel Marine Protected Area) est une zone de protection marine du Canada protégeant une partie du chenal Laurentien, une profonde vallée sous-marine sous le golfe du Saint-Laurent allant jusqu'à 500 m de profondeur. Elle protège la région ayant la plus forte concentration de pennatules des bancs de Terre-Neuve-et-Labrador. Elle est aussi l'un des deux site de reproduction connu de la maraîche. Elle a été créée en avril 2019 et a une superficie de 11 580 km2.

## Géographie
La zone de protection marine du chenal Laurentien protège seulement 11 580 km2 des 35 800 km2 du chenal Laurentien, une vallée sous-marine de 1 200 km qui s'étend sous le fleuve et le golfe du Saint-Laurent allant de l'embouche du Saguenay jusqu'aux marges du plateau continental. Dans la zone de protection marine, les fonds marins varie entre 100 et 500 m. Les fonds sont recouverts de boue et d'argile dans les zones les plus profondes et de sable et de gravier sur les bancs (en). La plupart de la zone de protection marine dépasse les 150 m de profondeur, à l’exception des secteurs près des bancs Burgeo et de Saint-Pierre.